# Хейловщинский сельский совет (Чернухинский район)
Хейловщинский сельский совет (укр. Хейлівщинська сільська рада) — входит в состав
Чернухинского района
Полтавской области
Украины.
Административный центр сельского совета находится в 
с. Хейловщина.

## Населённые пункты совета
- с. Хейловщина
- с. Александровка
- с. Чаплинка

## Ликвидированные населённые пункты совета
- с. Новый Артополот